# آلبر واندپلانک
آلبر واندپلانک (فرانسوی: Albert Vandeplancke‎; ۳ ژانویه ۱۹۱۱ – ۱ آوریل ۱۹۳۹) بازیکن واترپلو اهل فرانسه بود.
وی در مسابقات کشوری و بین‌المللی در مجموع برندهٔ ۱ مدال برنز شده‌است.